# Hélder Cabral
Hélder José Vaz Cabral est un footballeur portugais d'origine cap-verdienne né le 7 mai 1984 à Peniche au Portugal. Il évolue au poste de défenseur.

## Biographie
Hélder Cabral commence le football très tôt (cinq ans) dans le club de GD Peniche. Il y effectue une bonne partie de sa formation de joueur avant de jouer une saison de junior au Sporting Portugal puis au Vitória Guimarães.
Alors qu'il monte en équipe sénior, le club le prête pendant 2 saisons à GD Sandinenses puis CA Valdevez pour qu'il acquière du temps de jeu dans des divisions inférieures. De retour au Vitória Guimarães, il joue peu et est de nouveau prêté au Moreirense FC pour la fin de saison 2005-06. Il joue 13 matchs et le club termine 13e du championnat de Liga de Honra.
La saison suivante, le Vitória Guimarães est descendu en Liga de Honra. Il joue régulièrement et finit vice-champion avec le club. Ses performances attirent l'œil de l'Estrela da Amadora, en Liga Sagres (D1). Il joue 19 matchs et est un des artisans du maintien du club. Il est alors repéré par le club danois de Vejle BK. L'acclimatation est difficile et il joue peu (4 matchs); il cherche donc un club lors du mercato hivernal 2008-09.
En janvier 2009, il signe un contrat de deux saisons et demie avec le club d'Académica de Coimbra. Il espère jouer régulièrement et gagner sa place dans l'équipe après une expérience difficile au Danemark.

## Statistiques
| Championnats | Championnats         | Championnats        | Championnats | Championnats | Coupes nationales | Coupes nationales | Coupes continentales | Coupes continentales | Sélection Portugal | Sélection Portugal | Total  | Total |
| Saison       | Club                 | Pays                | Matchs       | Buts         | Matchs            | Buts              | Matchs               | Buts                 | Matchs             | Buts               | Matchs | Buts  |
| ------------ | -------------------- | ------------------- | ------------ | ------------ | ----------------- | ----------------- | -------------------- | -------------------- | ------------------ | ------------------ | ------ | ----- |
| 2003-04      | GDRC Os Sandinenses  | IV Divisão          | 35           | 7            | ?                 | ?                 | ?                    | ?                    | ?                  | ?                  | 35     | 7     |
| 2004-05      | AC Valdevez          | III Divisão         | 21           | 0            | 2                 | 0                 | 0                    | 0                    | 0                  | 0                  | 23     | 0     |
| 2005-06      | V. Guimarães         | I Divisão           | 4            | 0            | 0                 | 0                 | 1                    | 0                    | 0                  | 0                  | 5      | 0     |
| 2005-06      | Moreirense FC        | II Divisão          | 13           | 2            | 0                 | 0                 | 0                    | 0                    | 0                  | 0                  | 13     | 2     |
| 2006-07      | V. Guimarães         | II Divisão          | 17           | 0            | 0                 | 0                 | 0                    | 0                    | 0                  | 0                  | 17     | 0     |
| 2007-08      | CF Estrela Amadora   | I Divisão           | 19           | 1            | 3                 | 0                 | 0                    | 0                    | 0                  | 0                  | 22     | 1     |
| 2008-09      | Vejle BK             | I Division          | 3            | 0            | 1                 | 0                 | 0                    | 0                    | 0                  | 0                  | 4      | 0     |
| 2008-09      | Académica de Coimbra | I Divisão           | 7            | 0            | 0                 | 0                 | 0                    | 0                    | 0                  | 0                  | 7      | 0     |
| 2009-10      | Académica de Coimbra | I Divisão           | 6            | 1            | 4                 | 0                 | 0                    | 0                    | 0                  | 0                  | 10     | 1     |
| 2010-11      | Académica de Coimbra | I Divisão           | 18           | 0            | 5                 | 0                 | 0                    | 0                    | 0                  | 0                  | 23     | 0     |
| 2011-12      | Académica de Coimbra | I Divisão           | 22           | 0            | 7                 | 0                 | 0                    | 0                    | 0                  | 0                  | 29     | 0     |
| 2012-13      | Académica de Coimbra | I Divisão           | 19           | 0            | 3                 | 0                 | 1                    | 0                    | 0                  | 0                  | 23     | 0     |
| 2013-14      | APOEL Nicosie        | Marfin Laiki League | 7            | 0            | 0                 | 0                 | 0                    | 0                    | 0                  | 0                  | 7      | 0     |

### Coupes Continentales
| Date             | Club                 | Compétition  | Adversaire      | Résultat | Tps de jeu | Buts |
| ---------------- | -------------------- | ------------ | --------------- | -------- | ---------- | ---- |
| 14 décembre 2005 | V. Guimarães         | Coupe UEFA   | Beşiktaş JK     | 1-3      | 10         | 0    |
| 4 octobre 2012   | Académica de Coimbra | Ligue Europa | Hapoël Tel-Aviv | 1-1      | 90         | 0    |

## Palmarès
- Vainqueur de la Coupe du Portugal en 2012 avec l'Académica de Coimbra
- Vice-champion du Portugal de D2 en 2007 avec le Vitória Guimarães